# Allan Kamwanga
Allan Kamwanga (né le 30 octobre 1968 en Zambie) est un footballeur international zambien, qui évoluait au poste de défenseur.

## Biographie

### Carrière en sélection
Avec l'équipe de Zambie, il joue entre 1994 et 1999. 
Il figure dans le groupe des sélectionnés lors des Coupes d'Afrique des nations de 1996 et de 1998. La sélection zambienne se classe troisième de la compétition en 1996.
Il joue également deux matchs comptant pour les tours préliminaires de la coupe du monde 1998.

## Palmarès
- Champion de Zambie en 1995 et 1996 avec le Mufulira Wanderers
- Vainqueur de la Coupe de Zambie en 1995 avec le Mufulira Wanderers